# Avusrennen
Avusrennen var en biltävling som kördes på racerbanan AVUS i Berlin mellan 1931 och 1954.

## Historia
Det allra första Tysklands Grand Prix kördes på AVUS 1926 men redan året därpå flyttades tävlingen till det då nybyggda Nürburgring. Under 1930-talet hölls åter tävlingar på AVUS med Grand Prix-bilar och i mitten av årtiondet byggdes banans nordkurva om till en velodrom för att skapa världens snabbaste racerbana. 1937 satte Bernd Rosemeyer varvrekord med en snitthastighet på 276,39 km/h.
I början av 1950-talet återupptogs Avusrennen. Den sista stora tävlingen med formelbilar blev Tysklands Grand Prix 1959, men loppet fortsatte med andra klasser. Efter flera allvarliga olyckor upphörde tävlingarna på AVUS efter 1998.

## Vinnare av Avusrennen

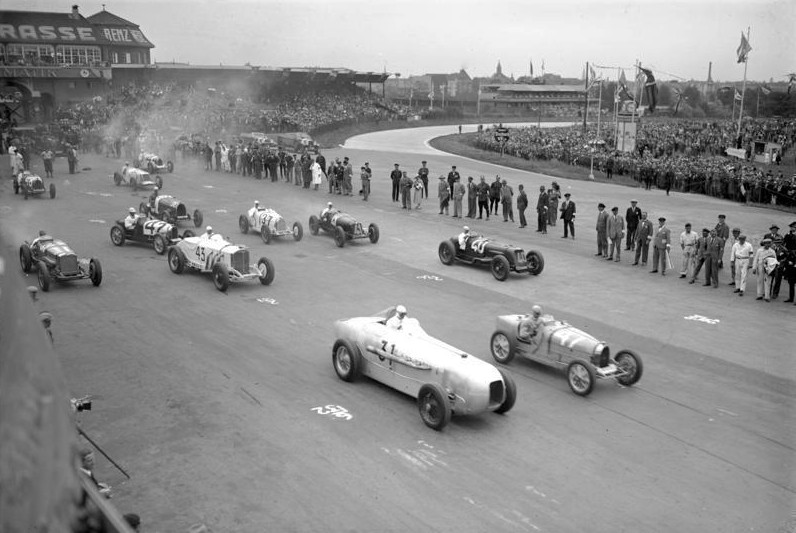
Avusrennen 1932.

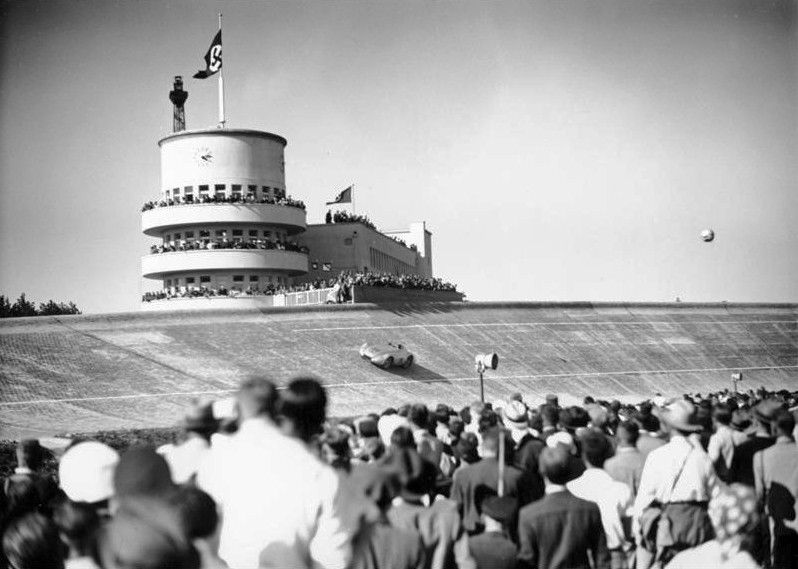
Nordkurvan med kontrolltornet 1937.

| År             | Förare                  | Bil                        | Kategori                         |
| -------------- | ----------------------- | -------------------------- | -------------------------------- |
| 1931           | Rudolf Caracciola       | Mercedes-Benz              | Grand Prix                       |
| 1932           | Manfred von Brauchitsch | Mercedes-Benz              | Grand Prix                       |
| 1933           | Achille Varzi           | Bugatti                    | Grand Prix                       |
| 1934           | Guy Moll                | Alfa Romeo                 | Grand Prix                       |
| 1935           | Luigi Fagioli           | Mercedes-Benz              | Grand Prix                       |
| 1936           | Ingen tävling           | Ingen tävling              | Ingen tävling                    |
| 1937           | Hermann Lang            | Mercedes-Benz              | Grand Prix                       |
| 1938 till 1951 | Inga tävlingar          | Inga tävlingar             | Inga tävlingar                   |
| 1952           | Rudi Fischer            | Ferrari                    | Formel 2                         |
| 1953           | Jacques Swaters         | Ferrari                    | Formel 2                         |
| 1954           | Karl Kling              | Mercedes-Benz              | Formel 1                         |
| 1955 till 1961 | Inga tävlingar          | Inga tävlingar             | Inga tävlingar                   |
| 1962           | Edgar Berney            | Ferrari 250GT              | GT                               |
| 1963           | Peter Nöcker            | Jaguar E-type              | GT                               |
| 1964 till 1965 | Inga tävlingar          | Inga tävlingar             | Inga tävlingar                   |
| 1966           | Udo Schütz              | Porsche 906                | Sportvagnar                      |
| 1967           | Günther Klass           | Porsche 906                | Sportvagnar                      |
| 1968 till 1975 | Inga tävlingar          | Inga tävlingar             | Inga tävlingar                   |
| 1976           | Conny Andersson         | March 763 – Toyota         | Formel 3                         |
| 1977           | Ingen tävling           | Ingen tävling              | Ingen tävling                    |
| 1978           | Toine Hezemans          | Porsche 935                | DRM                              |
| 1979           | Ingen tävling           | Ingen tävling              | Ingen tävling                    |
| 1980           | Manfred Schurti         | BMW M1                     | Procar                           |
| 1981 till 1982 | Inga tävlingar          | Inga tävlingar             | Inga tävlingar                   |
| 1983           | Rudi Seher              | Anson SA3 – Toyota         | Formel 3                         |
| 1983           | Bob Wollek              | Porsche 956                | Deutsche Rennsport Meisterschaft |
| 1984           | Olaf Manthey            | Rover Vitesse              | DTM                              |
| 1985           | Klaus Niedzwiedz        | Ford Sierra XR4 Ti         | DTM                              |
| 1986           | Volker Weidler          | Mercedes-Benz 190E         | DTM                              |
| 1987           | Frank Biela             | Ford Sierra XR4 Ti         | DTM                              |
| 1988           | Johnny Cecotto          | Mercedes-Benz 190E         | DTM Heat 1                       |
| 1988           | Johnny Cecotto          | Mercedes-Benz 190E         | DTM Heat 2                       |
| 1989           | Roberto Ravaglia        | BMW M3                     | DTM Heat 1                       |
| 1989           | Klaus Niedzwiedz        | Ford Sierra Cosworth RS500 | DTM Heat 2                       |
| 1990           | Hans-Joachim Stuck      | Audi V8 Quattro            | DTM Heat 1                       |
| 1990           | Hans-Joachim Stuck      | Audi V8 Quattro            | DTM Heat 2                       |
| 1991           | Hans-Joachim Stuck      | Audi V8 Quattro            | DTM Heat 1                       |
| 1991           | Frank Biela             | Audi V8 Quattro            | DTM Heat 2                       |
| 1992           | Steve Soper             | BMW M3                     | DTM Heat 1                       |
| 1992           | Bernd Schneider         | Mercedes-Benz 190E         | DTM Heat 2                       |
| 1993           | Roland Asch             | Mercedes-Benz 190E         | DTM Heat 1                       |
| 1993           | Roland Asch             | Mercedes-Benz 190E         | DTM Heat 2                       |
| 1994           | Stefano Modena          | Alfa Romeo 155 V6 TI       | DTM Heat 1                       |
| 1994           | Stefano Modena          | Alfa Romeo 155 V6 TI       | DTM Heat 2                       |
| 1995           | Kurt Thiim              | Mercedes-Benz C-Klass      | DTM Heat 1                       |
| 1995           | Heat 2 inställt         |                            |                                  |
| 1996           | Armin Hahne             | Honda Accord               | STW Heat 1                       |
| 1996           | Emanuele Pirro          | Audi A4 Quattro            | STW Heat 2                       |
| 1997           | Marc Simon              | Opel Calibra               | DTC                              |
| 1998           | Stefan Kissling         | Opel Calibra               | DTC Heat 1                       |
| 1998           | Stefan Kissling         | Opel Calibra               | DTC Heat 2                       |